# Асталли, Фульвио
Фульвио Асталли (итал. Fulvio Astalli; 29 июля 1655, Самбуко, Савойское герцогство — 14 января 1721, Рим, Папская область) — итальянский куриальный кардинал. Префект Верховного Трибунала Апостольской Сигнатуры Справедливости с 24 сентября 1693 по 16 мая 1696. Декан Священной Коллегии Кардиналов и префект Священной Конгрегации Церемониала с 26 апреля 1719 по 14 января 1721. Кардинал-дьякон с 2 сентября 1686, с титулярной диаконией Сан-Джорджо-ин-Велабро с 30 сентября 1686 по 17 мая 1688. Кардинал-дьякон с титулярной диаконией Санта-Мария-ин-Козмедин с 17 мая 1688 по 19 октября 1689. Кардинал-дьякон с титулярной диаконией Санти-Козма-э-Дамиано с 19 октября 1689 по 19 февраля 1710. Кардинал-священник с титулом церкви Санти-Кирико-э-Джулитта с 19 февраля по 7 мая 1710. Кардинал-священник с титулом церкви Сан-Пьетро-ин-Винколи с 7 мая 1710 по 16 апреля 1714. Кардинал-епископ Сабины с 16 апреля 1714 по 26 апреля 1719. Кардинал-епископ Остии и Веллетри с 26 апреля 1719 по 14 января 1721.